# Tallowate de sodium
Le tallowate de sodium est le nom générique et commercial utilisé par la nomenclature internationale des ingrédients cosmétiques (INCI) pour désigner le mélange de sels de sodium obtenu par saponification de la graisse de bœuf (Adeps bovis),.

## Composition chimique
Au sens chimique, il ne s'agit donc pas d'une espèce chimique unique mais d'un mélange majoritairement composé d'oléate de sodium, de palmitate de sodium et de stéarate de sodium.
Dans tous les cas, les anions sont des ions carboxylates à longue chaîne carbonée à l'origine de leurs propriétés amphiphiles exploitées dans les détergents et les savons.
La composition précise du tallowate de sodium est généralement la suivante :
- Oléate de sodium [47 %] (issu de l'acide oléique) ;
- Palmitate de sodium [26 %] (issu de l'acide palmitique) ;
- Stéarate de sodium [14 %] (issu de l'acide stéarique) ;
- autres sels de sodium (issus des acides myristique, palmitoléique, linoléique et linolénique).

## Ingrédient dans les savons

### Utilisation
Son action détergente et son faible coût de production en font un ingrédient très utilisé dans la chimie des cosmétiques, notamment dans la composition de savons,. Plus précisément, il possède des propriétés nettoyantes, émulsifiantes, sinergisantes de mousse et tensioactives.

### Mode de production
Le tallowate de sodium est le produit d'une réaction de saponification au cours de laquelle le corps gras utilisé (graisse bovine) est hydrolysé en présence de soude (ou de potasse). 
Étant donné que cette transformation chimique est totale et effectuée, en général, avec un large excès de soude, le savon obtenu ne contient pas de graisse bovine (qui a donc été entièrement transformée). 
Certains rédacteurs de sites internet évoquant le sujet manquent donc gravement de rigueur scientifique en évoquant des « savons à la graisse de bœuf », au lieu d'indiquer qu'il s'agit de « savons obtenus à partir de graisse bovine » ou « par saponification de graisse bovine ».

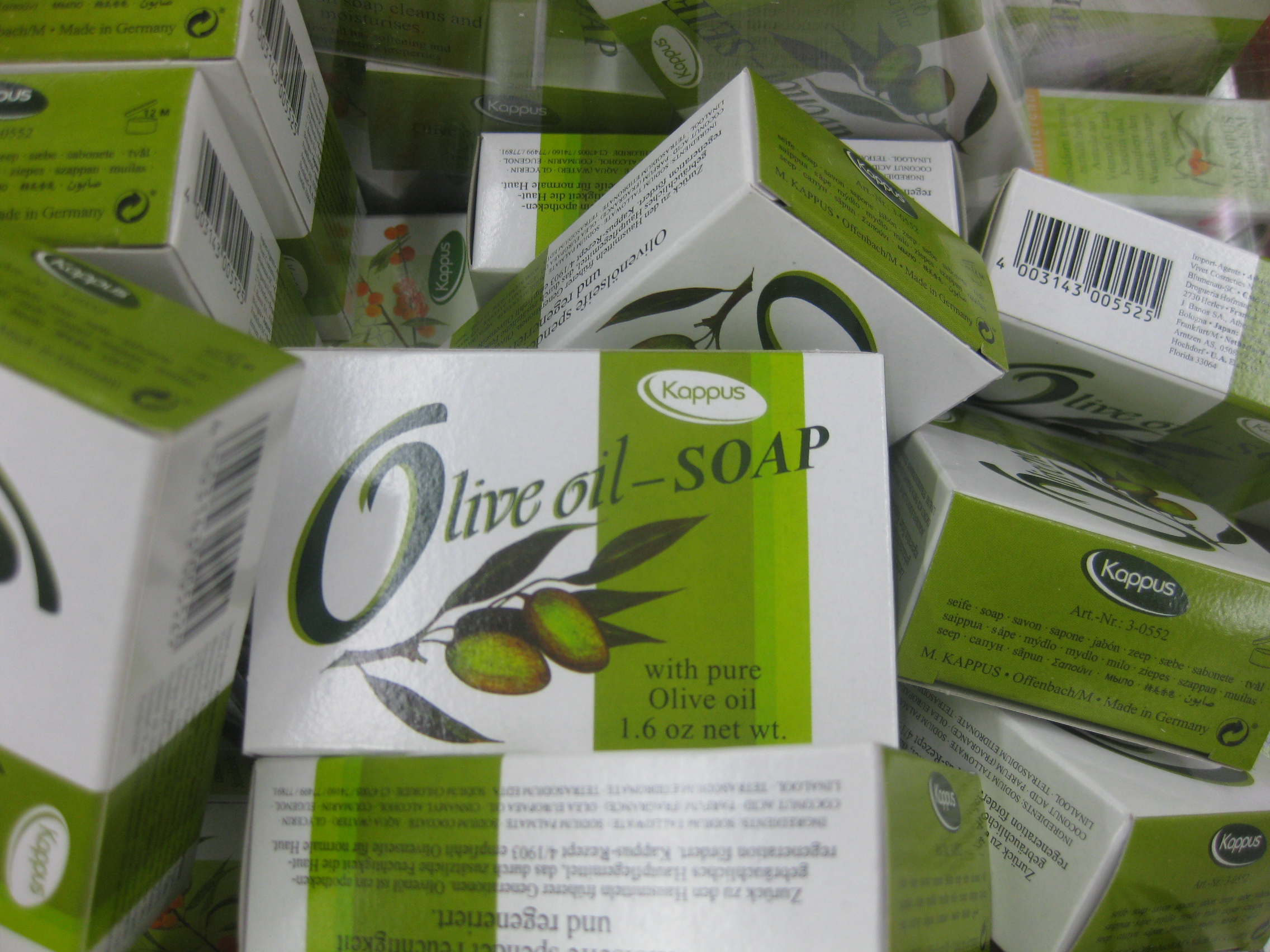
Contrairement à ce que l'emballage fait croire, ce savon a été majoritairement obtenu à partir de graisse bovine (comme l'indique sa liste d'ingrédients où le tallowate de sodium est cité en premier).

La présence de tallowate de sodium dans la liste d'ingrédients d'un savon indique donc qu'il a été obtenu, au moins en partie, à partir de graisses animales par opposition aux savons obtenus exclusivement à partir de graisses végétales (qui sont réputés être de meilleure qualité d'un point de vue dermatologique tout en étant moins sensibles à l'oxydation).
Ainsi, sa présence dans un savon d'Alep est une preuve de non-authenticité du produit, le savon d'Alep étant fabriqué uniquement à partir de graisses végétales. De même, un « véritable savon de Marseille » ne doit pas mentionner le tallowate de sodium dans sa composition,,.
En outre, certains industriels producteurs de savons contenant du tallowate de sodium mettent en place des stratégies de marketing avec un packaging laissant croire à une origine exclusivement végétale du produit (cf. illustration pour le cas de la marque allemande Kappus ou le cas du savon Le Chat commercialisé en France par la multinationale Henkel).

### Réglementation
Dans le domaine très réglementé des cosmétiques, l'appellation tallowate de sodium est strictement réservée au produit de saponification de graisses bovines, (ou plus généralement de suif).
Lorsque du saindoux (graisse porcine) est utilisé, c'est l'appellation lardate de sodium (également appelé Adeps suillus selon l'INCI) qui doit apparaître dans la liste d'ingrédients d'un savon. 
Certains sites internet traitant du sujet marquent correctement et clairement la différence,, alors que d'autres, scientifiquement peu rigoureux, propagent la confusion entre les deux substances précédentes,.